# M3 (spoorwegrijtuig)
De M3-rijtuigen van de NMBS, gebouwd tussen 1960 en 1962, waren er in twee varianten: 36 rijtuigen waren volledig tweede klas en boden een zitplaats aan 114 reizigers, en 10 rijtuigen waren voorzien van eerste klas, tweede klas en een bagageafdeling en boden 73 reizigers een zitplaats. De rijtuigen waren afgeleid van de M2-rijtuigen, waarmee ze ook uiterlijke overeenkomsten vertoonden. De rijtuigen zijn eenmaal vernummerd tijdens de vernummering naar het UIC-nummeringsstelsel.
| B12                   | A3B6D                 |
| --------------------- | --------------------- |
| 42801 - 42836         | 40001 - 40010         |
| 50 88 21 26 951 - 986 | 50 88 81 26 951 - 960 |

In 1994 werden de M3-rijtuigen buiten gebruik gesteld.

## Tweede leven
Na buitendienststelling werd een klein deel van de rijtuigen verkocht aan de Ferrovie Nord Milano, namelijk rijtuigen 42802, 42804, 42806, 42808 - 42815, 42818, 42819, 42823, 42824, 42828, 42830, 42831 en 42834. Rijtuig 40004 werd aan verkocht aan een onbekende instelling. Rijtuig A6B3D ging naar het Kolenspoor.